# Liparetrus stygius
Liparetrus stygius är en skalbaggsart som beskrevs av Britton 1980. Liparetrus stygius ingår i släktet Liparetrus och familjen Melolonthidae. Inga underarter finns listade i Catalogue of Life.